# Upplands runinskrifter 213
Upplands runinskrifter 213 är ett vikingatida runstensfragment av granit som funnits i Vallentuna kyrka, Vallentuna socken och Vallentuna kommun. Fragmentets mått är 0,17 gånger 0,18 meter stort. I början av 1900-talet fanns tre fragment av denna runsten men vid en inventering 1935 kunde bara ett återfinnas. U 213 förvaras på SHM.

## Inskriften
Translitterering av runraden:
...k × s... [...(n)... ...u...]
Normalisering till runsvenska:
... ... ... ...
Översättning till nusvenska:
k × s